# Svazek (výpočetní technika)
V oboru výpočetní techniky je svazek nebo logická jednotka přístupný úložný prostor s jedním systémem souborů, který je obvykle (i když ne nutně) reprezentován jedním oddílem na pevném disku. Ačkoliv se může svazek lišit od skutečného fyzického disku, operační systém k němu může přistupovat nezávisle. I přesto se ale svazek liší od oddílu. 

## Rozdíly mezi svazkem a oddílem
Svazek není to samé co oddíl. Například k disketě může být přistupováno jako ke svazku, ačkoliv neobsahuje žádný oddíl, jelikož disketa nemůže být většinou moderních programů rozdělena na oddíly. Zároveň také operační systém může rozeznat oddíl, ačkoliv na něm nerozpoznal žádný svazek. To se děje například tehdy, pokud operační systém nedokáže rozpoznat použitý souborový systém. Děje se to například tehdy, pokud operační systémy založené na Windows detekují disk s oddíly, na kterých je použit souborový systém nevyvinutý Microsoftem, jako je například ext3 systém běžně používaný v linuxu. Zkráceně, svazky existují na logické úrovni operačního systému, zatímco oddíly existují na fyzické úrovni specifické pro konkrétní médium. Někdy se vyskytuje situace, kdy svazek a oddíl je jedno a to samé, ale obecně to nemusí platit. 
Nezřídka se stane, že je svazek zabalen do jediného souboru. Mezi tyto příklady patří například ISO9660 obrazy disků (CD/DVD obrazy, běžně nazývané "ISO obrazy") a instalační soubory pro Mac OS X (DMGs). Jelikož jsou tyto svazky ve skutečnosti soubory umístěné v jiném svazku, zcela jistě to nejsou oddíly. 

### Příklad
Operační systém Windows XP se dvěma fyzickými pevnými disky. První pevný disk má dva oddíly, druhý jeden oddíl. První oddíl na prvním pevném disku obsahuje operační systém. Nastavení přípojných bodů jsou výchozí. 
| Fyzický disk | Oddíl   | Souborový systém | Písmeno jednotky |
| ------------ | ------- | ---------------- | ---------------- |
| Pevný Disk 1 | Oddíl 1 | NTFS             | C:               |
| Pevný Disk 1 | Oddíl 2 | FAT32            | D:               |
| Pevný Disk 2 | Oddíl 1 | FAT32            | E:               |

V tomto příkladu,
- "C:", "D:", a "E:" jsou svazky.
- Pevný Disk 1 a Disk 2 jsou fyzické disky.
- Cokoliv ze zmíněného může být nazýváno diskem.

## Označení svazků
V operačních systémech na bázi Linuxu jsou obvykle svazky řízeny pomocí LVM (Logical Volume Manager) anebo Enterprise Volume Management a je s nimi manipulováno pomocí příkazu mount. Naproti tomu v systémech založených na Windows NT jsou svazky řízeny přímo jádrem operačního systému a spravovány pomocí Diskové utility.

### Systémy na bázi Windows NT
Systémy založené na Windows NT nemají jeden kořenový adresář. To způsobuje, že Windows přiřadí každému namontovanému svazku nejméně jednu cestu, která může mít dvě podoby:
- Písmenko svazku: Jediné písmeno následované dvojtečkou, například F:
- Přípojný bod na jednotce používající NTFS, jako například "C:\Hudba"

V těchto příkladech by k souboru "Skladba 1.mp3" uloženému v kořenovém adresáři připojeného svazku mohlo být přistupováno pomocí cesty "F:\Skladba 1.mp3" anebo také "C:\Hubda\Skladba 1.mp3".
K připojení svazku do přípojného bodu musí být splněna následující kritéria:
- Jednotka obsahující přípojný bod musí používat souborový systém NTFS.
- Přípojný bod musí existovat v kořenovém adresáři (od systému Windows Vista to může být kterýkoliv podadresář jednotky).
- Přípojný bod musí být prázdný.

Windows ve výchozím nastavení přiřadí následující písmena všem zařízením následujícím způsobem:
- A: a B: patří disketovým mechanikám, nezávisle na tom, zda jsou připojené.
- C: a jakékoliv následující písmeno patří dalším zařízením podle toho, jak je to zapotřebí:
  - HDD disky
  - Odpojitelné disky, včetně optických médií (CD a DVD)
  - Síťové disky

Kvůli této konvenci je disku, ze kterého se spouští operační systém, přiřazeno většinou písmeno C:, ačkoliv to není garantováno. Jelikož osobní počítače nyní většinou neobsahují disketové mechaniky, další disky většinou začínají písmenkem D. Písmena A a B mohou být manuálně přiřazena uživatelem s právem správce. Přiřazení si systém zapamatuje a při vložení stejného zařízení do stejného počítače ho použije, pokud toto písmeno již není přiřazeno jinému disku. Přiřazení se zruší reinstalací.

### Systémy na bázi Unixu
V operačních systémech na bázi Unixu je jednotkám, které nejsou bootovací, přiřazen přípojný bod kdekoliv v souborovém systému. Tento bod je reprezentován cestou. Obvykle se přípojné body umisťují do adresáře /mnt (někdy se tento adresář jmenuje /media anebo jinak). Pro použití přípojného bodu musí již tento adresář existovat.
Operační systémy na bázi Unixu k manipulaci s přípojnými body svazků používají příkaz mount.

Například pokud je připojena CD mechanika k /mnt/iso9660, textový soubor info.txt uložený na ní bude přístupný jako /mnt/iso9660/info.txt .